# Арзгирская волость
Арзгирская волость — административно-территориальная единица в Новогригорьевском, позднее в Благодарненском уездах Ставропольской губернии.
Волостной центр — селение Арзгирское.

## История
Образована 1 января 1880 года в составе Новогригорьевского уезда и состояла из одного села.
На 1887 год волость входила в Новогригорьевский уезд.
На 1898 год волость входила в 2 стан Новогригорьевского уезда Ставропольской губернии.
На 1904 год волость входила в 1 стан Благодаринского уезда Ставропольской губернии.

## Административное устройство
В 1881 году:
- село Арзгирское
- поселки частных землевладельцев: Башкирка помещика Архипова, при пос. Маслов Кут Бабич и Кусиковой, селение Маслов Кут Калантарова, селение Маслов Кут Калантаровых,
- хутора: Старый скотник, Томузловский, Чабанова